# Matana Roberts
Matana Roberts é uma saxofonista, improvisadora e compositora de jazz estadunidense.

## Biografia
Quando criança, seu pai a colocava para escutar os discos de músicos progressistas de jazz, como Sun Ra e Albert Ayler. Como ainda não tinha “bagagem” para apreciar o estilo, não foi fisgada a princípio, e pouco mais tarde decidiu estudar música clássica e teatro em programas públicos de ensino de arte.
Primeiro se dedicou ao clarinete, e depois, na escola, por sugestão de um professor, adotou o sax alto. Foi quando decidiu se voltar à música que derivava daquilo que ela chamava de “a música maluca do papai”.
Trabalhou como saxofonista de jazz em Chicago, onde nasceu. Em 1999, mudou-se para Nova Iorque, para estudar em um conservatório de música, e lá vive até hoje. No entanto, embora não viva mais em Chicago, Matana ainda guarda uma relação afetiva com a cidade e com as pessoas com quem conviveu e estudou.
Além disso, ela estabeleceu relações similares com músicos de Montreal, cidade que visitou para trabalhar com jovens em situação de risco, num programa chamado Improvisation, Community and Social Practice (Improvisação, Comunidade e Prática Social). Nessa cidade, Matana também tocou com a banda Godspeed You! Black Emperor, que combina produção independente com ativismo. O selo canadense Constellation Records, que já lançava discos da Godspeed You! Black Emperor, foi responsável também pelo lançamento, em 2011, do disco mais recente de Matana, Coin Coin Chapter One: Gens de Couleur Libre.
Embora sua música tenha raízes no jazz de vanguarda dos anos 1960, Matana afirma não gostar da expressão "free jazz" (jazz livre):
| “ | Bom, pessoalmente, eu tenho certos problemas com o termo ‘free’ (livre) em relação à música que faço, porque há muitas bases estruturais no meu trabalho de compositora. (...) Eu procuro compor dessa maneira. E acredito que o fato de ter estudado música clássica me auxilia nisso. | ” |

## Discografia
Solo/ como líder de banda - 
- Lines for Lacy (2006, edição própria)
- The Calling (2007, Utech Records)
- The Chicago Project (2008, Central Control)
- Live in London (2011, Central Control)
- COIN COIN Chapter One: Gens de couleur libres (2011, Constellation Records)
- COIN COIN Chapter Two: Mississippi Moonchile (2013, Constellation Records)
- COIN COIN Chapter Three: River Run Thee (2015, Constellation Records)
- always. (2015, Relative Pitch Records)

Com Sticks and Stones - 
- Sticks and Stones (482 Music)
- Shed Grace (2006, Thrill Jockey)

Como colaboradora-
- Thee Silver Mt. Zion Memorial Orchestra, Kollaps Tradixionales (Constellation Records)
- Alexandre Pierrepont - Mike Ladd, Haunted House (Rogue Arts)
- Matt Bauder’s Paper Gardens (482 Music)
- Burnt Sugar, Making Love to the Dark Ages (TG)
- Burnt Sugar, Chopped and Screwed (TG)
- Burnt Sugar, Burnt Sugar vs the Dominata (TG)
- Burnt Sugar, Making Love to the Dark Ages (TG)
- TV on the Radio, Dear Science (Interscope)
- Burnt Sugar, Live from Minagle Falls (TG)
- Savath and Savalas, Golden Pollen (Dig records)
- Burnt Sugar, More Than Posthuman (TG)
- Matana Roberts/Savion Glover/reg e gaines, If 'Trane was (SG self release)
- Burnt Sugar, Not April In Paris (TG)
- Burnt Sugar, If You Can’t Baffle Them (TG)
- Ayelet Gottlieb, Internal/External (Genivieve records)
- Various artists, Juncture (Pi Records)
- Burnt Sugar, Black Sex and Liberation (TG)
- Ras Moshe and the Music Now Society, Schematic (Jump Arts)
- Godspeed You! Black Emperor, Yanqui U.X.O. (Constellation Records)
- Guillermo E. Brown, Handheld (Melanine Harmonique)